# Introitus (Stravinskij)
Introitus è una composizione di Igor' Fëdorovič Stravinskij per coro e orchestra scritta nel 1965 per commemorare il poeta T.S. Eliot morto il 4 gennaio di quell'anno. L'opera appartiene al periodo seriale dell'autore.

## Storia
Gli ultimi anni della produzione musicale di Stravinskij comprendono quasi esclusivamente opere di carattere religioso e opere in memoria di amici o personalità scomparse. Il compositore nel 1962 aveva scritto Anthem sul testo di Little Gidding, l'ultimo dei Quattro quartetti di T.S. Eliot, il poeta anglo-americano divenuto da allora suo caro amico. L'affinità fra i due si sviluppò soprattutto dal fatto che essendo entrambi nati ed educati in una confessione non cattolica, finirono, col passare del tempo, ad avvicinarsi alla Chiesa romana. Quando il 4 gennaio del 1965 il grande poeta venne a mancare, Stravinskij iniziò subito a scrivere un'opera in sua memoria, quasi incanalando in tal modo nella musica il dolore per la perdita. Il lavoro fu terminato in pochissimo tempo, il 17 febbraio. L’Introitus è scritto sulla base del testo del Requiem, tratto dalla Missa pro Defunctis liturgica; l'esecuzione prevede un coro maschile e sette strumenti. La prima esecuzione avvenne a Chicago nell’Orchestra Hall il 17 aprile 1965 con membri della Chicago Symphony Orchestra diretti da Robert Craft.

## Testo
Requiem aeternam dona eis, Domine, et lux perpetua luceat eis.

Te decet hymnus, Deus, in Sion, et tibi reddetur votum in Jerusalem; exaudi orationem meam, ad te omnis caro veniet.

Requiem aeternam dona eis, Domine, et lux perpetua luceat eis.

## Analisi
L'Introitus è un brano intenso e cupo; l'utilizzo di sole voci maschili e di strumenti dal timbro grave e percussivo riportano immediatamente, e in maniera toccante, a ricordare i misteri oscuri dell'eternità.
La struttura dell'opera si basa su tre sezioni che si rifanno alle tre parti principali del testo. La frase iniziale è cantata dal coro in modo semplice e chiaro e viene quindi ripetuta fino al dona eis, Domine in maniera declamata. Dopo un momento in cui entrano la viola e il contrabbasso piegati a un uso percussivo per adeguarsi a timpani e tam-tam, i bassi da soli cantano il Te decet hymnus. Exaudi orationem meam viene recitato a mezza voce da tenori e bassi uniti che riprendono poi la parte finale del Requiem aeternam. L'arpa e il pianoforte sottolineano le tre sezioni con un insieme cromatico di accordi.

## Organico
Coro formato da tenori e bassi; arpa, pianoforte, timpani, due tam-tam, viola, contrabbasso. I timpani e i tam-tam richiedono due esecutori.